# Semana Santa en Aranda de Duero
La Semana Santa de Aranda de Duero se caracteriza por el típico espíritu castellano de silencio alterado únicamente por los clásicos tambores y trompetas. Reconocida como fiesta de interés turístico de Castilla y León.

## Actos

### Procesiones

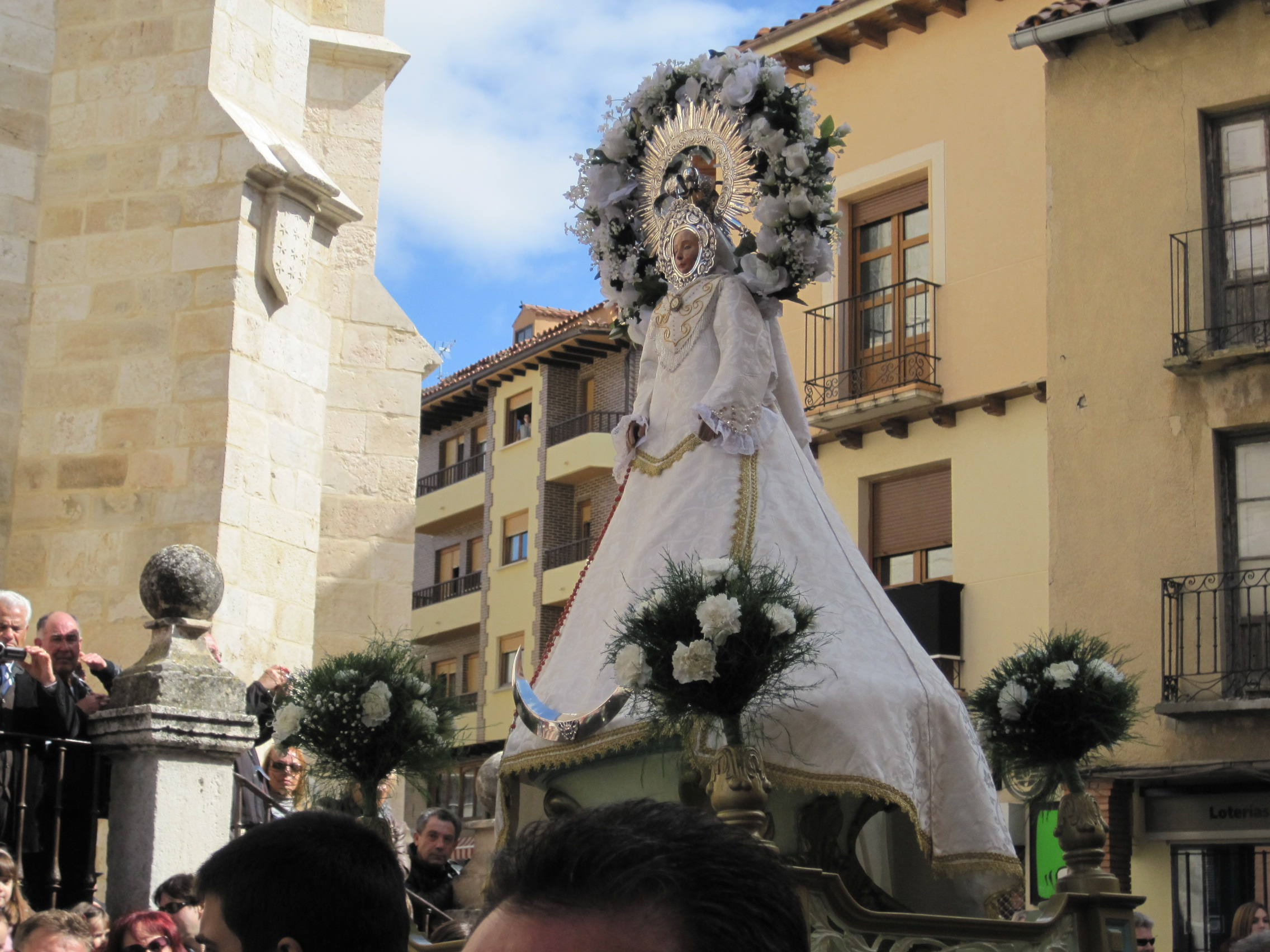
Nuestra Señora de la Misericordia al final de la ceremonia de la Bajada del Ángel, sin el manto de luto.

- Domingo de Ramos: Procesión de la entrada de Jesús en Jerusalén. Sale de la iglesia de San Juan de la Vera Cruz, con la Hermandad de la Oración de Jesús en el Huerto.
- Lunes Santo: Procesión con la Hermandad de la Oración de Jesús en el Huerto, acompañando a las imágenes de “La Entrada de Jesús en Jerusalén” y “La Oración de Jesús en el Huerto”.
- Martes Santo: Procesión de la Hermandad de Nuestra Señora de los Dolores y de la Hermandad de Jesús Camino del Calvario, con la ceremonia del encuentro.
- Miércoles Santo: Sermón en la iglesia de Santa María y procesión de la Hermandad Penitencial de Nuestra Señora de la Piedad y Santísimo Cristo de la Agonía.
- Jueves Santo: Procesión del silencio, con la imagen del "Santísimo Cristo del Milagro".
- Viernes Santo: Viacrucis penitencial desde la iglesia de San Juan de la Vera Cruz hasta el santuario de la Virgen de las Viñas. Ceremonia del “Descendimiento” y procesión de la Cofradía del Santo Entierro de Cristo, con las imágenes del “Cristo Yacente” y “Virgen de las Angustias”.
- Sábado Santo: Sermón de la Soledad en la iglesia de Santa María y procesión con las imágenes del "Santo Cristo de la Salud" y "Nuestra Señora de la Soledad".
- Domingo de Pascua: Procesión de Cristo Resucitado, Bajada del Ángel, procesión y misa de Pascua de Resurrección.

### Bajada del Ángel
El acto estrella es la denominada Bajada del Ángel, en la cual un niño de corta edad vestido de ángel y suspendido de un cable quita el manto negro de luto a la Virgen, para que pueda ver con sus propios ojos a su hijo resucitado. Tiene la misma significación que las celebradas en Peñafiel (Valladolid), Alfarrasí (Valencia) y Tudela (Navarra). Esta ceremonia está declarada, junto con el resto de la Semana Santa arandina, de interés turístico regional.

## Cofradías y Hermandades
- Hermandad de Jesús en Jerusalén, "La Borriquilla".
- Hermandad de la Oración de Jesús en el Huerto.
- Hermandad de Jesús camino del Calvario.[1]
- Hermandad Penitencial de Nuestra Señora de la Piedad y Santísimo Cristo de la Agonía.
- Hermandad de Nuestra Señora de los Dolores.
- Hermandad del Santísimo Cristo del Milagro.
- Cofradía del Santo Cristo de la Salud y Nuestra Señora de la Soledad.
- Cofradía del Santo Entierro de Cristo.
- Hermandad de Nuestra Señora de la Misericordia, que es la encargada de la Bajada del Ángel.
- Hermandad de la Resurrección de Cristo